# Hibiscus austrinus
Hibiscus austrinus är en malvaväxtart som beskrevs av Juswara och Craven. Hibiscus austrinus ingår i Hibiskussläktet som ingår i familjen malvaväxter. Utöver nominatformen finns också underarten H. a. occidentalis.